# Carmen Jones
Carmen Jones is een Amerikaanse muziekfilm uit 1954 onder regie van Otto Preminger. Het scenario is losjes gebaseerd op de novelle Carmen (1846) van de Franse auteur Prosper Mérimée.

## Verhaal
Carmen Jones werkt als arbeidster in een parachutefabriek in de buurt van een legerbasis. Ze wordt gearresteerd voor een gevecht en onder toezicht geplaatst van de jonge officier Joe. Hij is verloofd, maar wordt toch verliefd op Carmen. Ondanks alle waarschuwingen wil het stel niet inzien dat hun liefde gedoemd is om verkeerd af te lopen.

## Rolverdeling
| Acteur            | Personage           |
| ----------------- | ------------------- |
| Harry Belafonte   | Joe                 |
| Dorothy Dandridge | Carmen Jones        |
| Pearl Bailey      | Frankie             |
| Olga James        | Cindy Lou           |
| Joe Adams         | Husky Miller        |
| Brock Peters      | Sergeant Brown      |
| Roy Glenn         | Rum Daniels         |
| Nick Stewart      | Dink Franklin       |
| Diahann Carroll   | Myrt                |
| LeVern Hutcherson | Joe (stem)          |
| Marilyn Horne     | Carmen Jones (stem) |
| Marvin Hayes      | Husky Miller (stem) |

## Prijzen en nominaties
| Jaar | Prijs                    | Categorie        | Genomineerde(n)   | Uitslag     |
| ---- | ------------------------ | ---------------- | ----------------- | ----------- |
| 1954 | Golden Globes            | Beste muziekfilm | Otto Preminger    | Gewonnen    |
| 1954 | Oscars                   | Beste actrice    | Dorothy Dandridge | Genomineerd |
| 1955 | Filmfestival van Locarno | Gouden Luipaard  | Otto Preminger    | Gewonnen    |
| 1955 | Filmfestival van Berlijn | Bronzen Beer     | Otto Preminger    | Gewonnen    |
| 1955 | BAFTA's                  | Beste film       | Otto Preminger    | Genomineerd |
| 1955 | BAFTA's                  | Beste actrice    | Dorothy Dandridge | Genomineerd |

## Filmmuziek
- Send Them Along
- Lift 'Em Up an' Put 'Em Down
- Dat's Love
- You Talk Jus' Like My Maw
- Carmen Jones is Going to Jail
- Dere's a Cafe on de Corner
- Dis Flower
- Beat Out Dat Rhythm on a Drum
- Stan' Up an' Fight
- Whizzin' Away Along de Track
- There's a Man I'm Crazy For
- Card Song
- My Joe
- He Got His Self Another Woman
- Final Duet
- String Me High on a Tree